# Tschugg
Tschugg is een gemeente en plaats in het Zwitserse kanton Bern, en maakt deel uit van het district Seeland.
Tschugg telt 447 inwoners.